# Odontoperas fontainei
Odontoperas fontainei är en fjärilsart som beskrevs av Sergius G. Kiriakoff 1960. Odontoperas fontainei ingår i släktet Odontoperas och familjen tandspinnare. Inga underarter finns listade i Catalogue of Life.